# NGC 695
NGC 695 este o galaxie lenticulară situată în constelația Berbecul. A fost descoperită în 13 noiembrie 1786 de către William Herschel. Se află la o distanță de 135,4 de megaparseci de Pământ.